# Donald Angus Cameron of Lochiel
Donald Angus Cameron of Lochiel (ur. 2 sierpnia 1946, zm. 20 października 2023) – szkocki magnat i posiadacz ziemski, XXVII przywódca Klanu Cameronów, jednego z najstarszych i najbardziej wpływowych klanów szkockich Wyżyn.

## Życiorys
Najstarszy syn Donalda Hamisha Camerona of Lochiel, poprzedniej głowy klanu Cameron, i Margaret Doris Gathorne-Hardy, córki podpułkownika Nigela Gathorne-Hardy’ego.
Wykształcenie odebrał w Harrow School (Londyn) i Christ Church (Oksford). Tę ostatnią uczelnię ukończył z tytułem magistra sztuk. W latach 1966–1968 służył w randze porucznika w 4/5 batalionie Queen’s Own Cameron Highlanders. W 1989 r. razem z ojcem przyczynił się do otwarcia Muzeum Klanu Cameronów. W latach 1994–1997 był przewodniczącym Highland Society of London. Od 2002 r. pełnił urząd Sędziego Pokoju w Highlandzie i Lorda Namiestnika Inverness-shire. Po śmierci ojca w 2004 r. został XXVII naczelnikiem Klanu Cameronów.

## Życie prywatne
1 czerwca 1974 r. poślubił lady Cecil Nennellę Therese Kerr (ur. 22 kwietnia 1948), córkę Petera Kerra, 12. markiza Lothian i Antonelli Newland, córki generała-majora Fostera Newlanda. Donald i Cecil mają razem syna i trzy córki:
- Catherine Mary Cameron (ur. 1975)
- Donald Andrew Cameron of Lochiel (ur. 1976)
- Lucy Margot Therese Cameron (ur. 1980)
- Emily Frances (ur. 1986)